# Олівер Берк
Олівер Берк (англ. Oliver Burke; нар. 7 квітня 1997, Керколді) — шотландський футболіст, півзахисник, фланговий півзахисник бременського «Вердера».
Виступав, зокрема, за клуби «Ноттінгем Форест», «РБ Лейпциг», «Вест-Бромвіч Альбіон» та «Селтік» , а також національну збірну Шотландії.
Чемпіон Шотландії. Володар Кубка Шотландії.

## Клубна кар'єра
Народився 7 квітня 1997 року в місті Керколді. Вихованець футбольної школи клубу «Ноттінгем Форест». Дорослу футбольну кар'єру розпочав 2014 року в основній команді того ж клубу, в якій провів один сезон, взявши участь у 2 матчах чемпіонату. 
Згодом з 2015 по 2017 рік грав у складі команд клубів «Бредфорд Сіті», «Ноттінгем Форест» та «РБ Лейпциг».
Своєю грою за останню команду привернув увагу представників тренерського штабу клубу «Вест-Бромвіч Альбіон», до складу якого приєднався 2017 року. Відіграв за клуб з Вест-Бромвіча наступні два сезони своєї ігрової кар'єри.
До складу клубу «Селтік» приєднався 2019 року. Станом на 7 липня 2019 року відіграв за команду з Глазго 14 матчів в національному чемпіонаті.

## Виступи за збірні
У 2015 році дебютував у складі юнацької збірної Шотландії (U-19), загалом на юнацькому рівні взяв участь у 6 іграх, відзначившись одним забитим голом.
Протягом 2017–2018 років залучався до складу молодіжної збірної Шотландії. На молодіжному рівні зіграв у 5 офіційних матчах, забив 2 голи.
У 2016 році дебютував в офіційних матчах у складі національної збірної Шотландії.
| Дата       | Місто    | Господарі | Результат | Гості     | Турнір                               | Голи | Примітки |
| ---------- | -------- | --------- | --------- | --------- | ------------------------------------ | ---- | -------- |
| 29-03-2016 | Глазго   | Шотландія | 1 – 0     | Данія     | товариський матч                     | -    | 82'      |
| 29-05-2016 | Мдіна    | Італія    | 1 – 0     | Шотландія | товариський матч                     | -    | 71'      |
| 04-09-2016 | Мдіна    | Мальта    | 1 – 5     | Шотландія | Відбір до ЧС 2018                    | -    | 66'      |
| 08-10-2016 | Глазго   | Шотландія | 1 – 1     | Литва     | Відбір до ЧС 2018                    | -    | 57'      |
| 22-03-2017 | Единбург | Шотландія | 1 – 1     | Канада    | товариський матч                     | -    | 46'      |
| 21-03-2019 | Астана   | Казахстан | 3 – 0     | Шотландія | Відбір до ЧЄ 2020                    | -    |          |
| 08-06-2019 | Глазго   | Шотландія | 2 – 1     | Кіпр      | Відбір до ЧЄ 2020                    | 1    | 73'      |
| 11-06-2019 | Брюссель | Бельгія   | 3 – 0     | Шотландія | Відбір до ЧЄ 2020                    | -    |          |
| 10-10-2019 | Москва   | Росія     | 4 – 0     | Шотландія | Відбір до ЧЄ 2020                    | -    | 46'      |
| 16-11-2019 | Нікосія  | Кіпр      | 1 – 2     | Шотландія | Відбір до ЧЄ 2020                    | -    | 72'      |
| 19-11-2019 | Глазго   | Шотландія | 3 – 1     | Казахстан | Відбір до ЧЄ 2020                    | -    | 78'      |
| 04-09-2020 | Глазго   | Шотландія | 1 – 1     | Ізраїль   | Ліга націй УЄФА 2020—2021 - 1-й етап | -    | 74'      |
| 18-11-2020 | Нетанья  | Ізраїль   | 1 – 0     | Шотландія | Ліга націй УЄФА 2020—2021 - 1-й етап | -    | 73'      |
| Усього     |          | Матчів    | 13        |           | Голів                                | 1    |          |

## Титули і досягнення
- Чемпіон Шотландії (1):

«Селтік»: 2018-2019
- Володар Кубка Шотландії (1):

«Селтік»: 2018-2019